# ステディカム

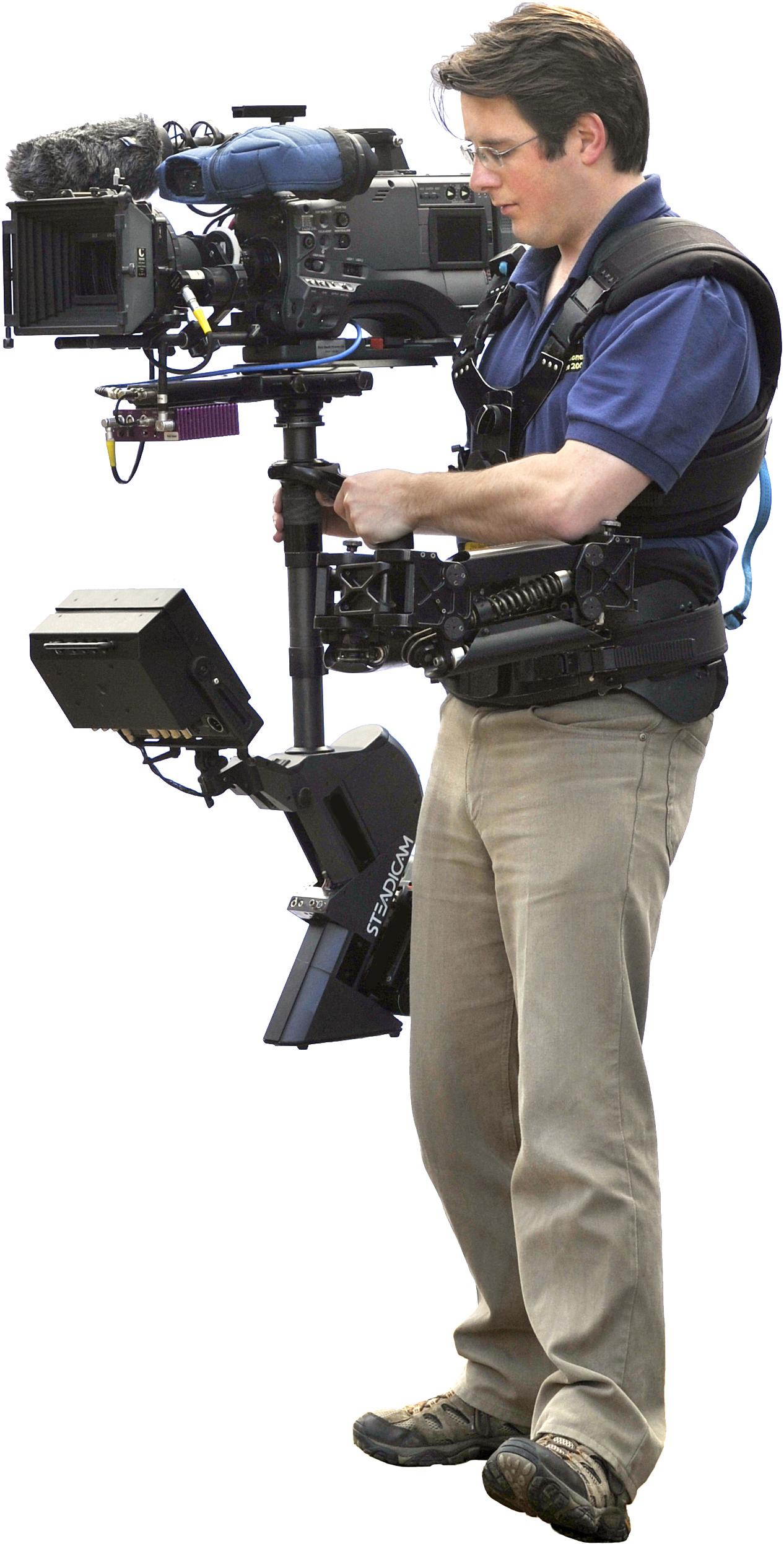
基本的なステディカムの装備。まず、カメラマンは専用ベストを上半身に装着する。次に、固定アーム（縦の棒の部分）の上部にカメラやマイク、下部にバランサーやモニターを接続し、最後に腰部分のジンバルやサスペンションで固定する。使用中はカメラのファインダーが覗けなくなるので、下部のモニターを確認しながら操作を行う。

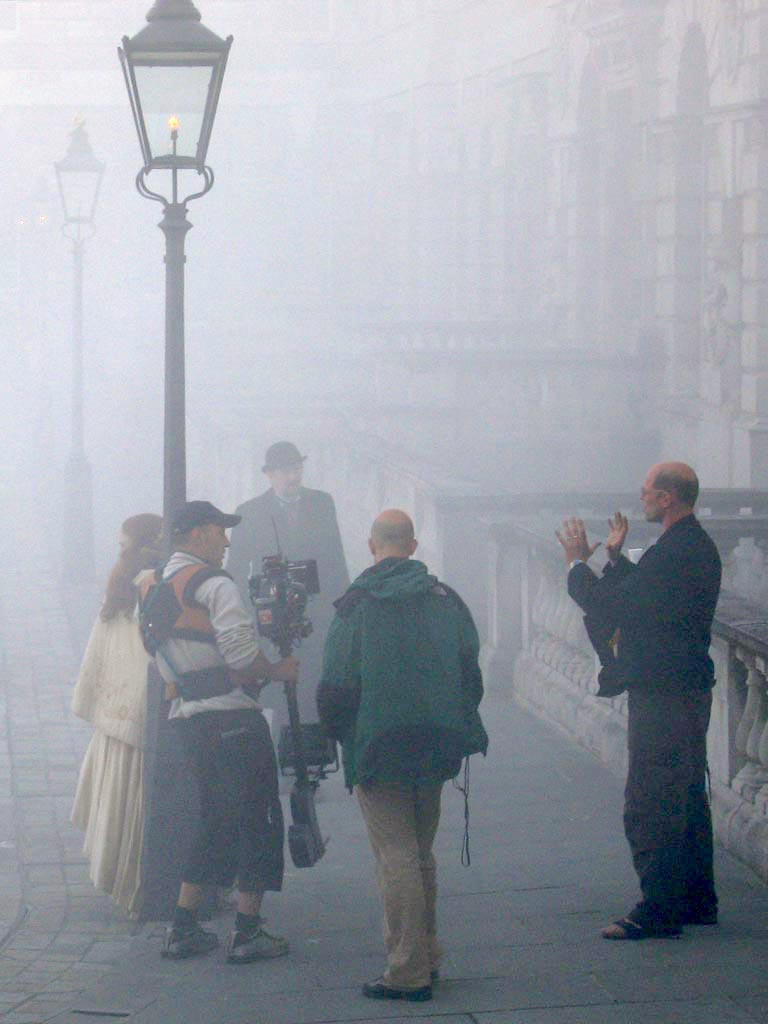
役者とカメラマンが一定間隔を保ちながら一緒に歩いて撮影するロケ現場の様子。以前であれば、地面にレールなどを敷いて台車に乗って撮影するような手段しかなかった。また、その場合はレールを画面に入れないように撮影しなければならない。ステディカムの登場は、スムーズな移動撮影の簡便化だけでなく、画面設計の自由度も向上させたことになる。左から2人目にステディカムを身体に装着したカメラマン、中央奥に帽子を被った役者、右端にディレクターがいる。

ステディカム（英語: Steadicam）とは、カメラマンがカメラを持って歩いたりあるいは車載した際に、その移動によって生じるブレや振動を抑え、スムーズな映像を録ることを目的に開発されたカメラスタビライザー（カメラ安定支持機材）である。スムーズな移動映像を撮影するためには、それまではレール上の台車やクレーンにカメラを載せて移動するという大掛かりな手段しかなかった。しかし、ステディカムの登場によって、カメラマンが手持ちカメラのまま走ったりしても容易に滑らかでスムーズな移動映像が撮影できるようになった。映画やテレビドラマ、スポーツ中継、風景や世界遺産の映像作品などの撮影現場まで広く使用されている。振り子の原理に基づく機械式かつアナログな装置であるため、コンピュータ制御は無く、扱いには訓練が必要である。

## 構造
基本構造はカメラを載せるスレッド、そのスレッドを支持するアーム、そしてアームを接続するためのカメラマンが着用するベスト、の3つからなる。
スレッドにはジンバルと呼ばれる水平架が装備され、このジンバルの上にカメラ、下にその平衡おもり（カウンターバランス）としてカメラのバッテリーやモニターが装着される。アームはバネやプーリーが内蔵されて上下動し、その上下動によって歩行などによる振動を吸収する。ベストには腹部にアームを接続するためのソケットが付いており、このソケットの向きを変えることでステディカムがカメラマンの体から見て左側に来るか右側に来るかを変更できる。このステディカムの取り付け向きはカメラマンの利き手や好みによって変えるほか、狭いスペースでの撮影において撮影対象がカメラ位置のどちら側に位置するかによって決定される。
言葉としてのステディカムは、「安定した」を意味する英語の「ステディー（Steady）」と「カメラ（Camera）」を組み合わせた合成語で、ステディカム製造元であるアメリカのティッフェン社が商標をもっているため、他社がステディカムという単語を使用することはできない。
したがって、他社ではカメラスタビライザー、カメラ安定支持機材、防振激減装置あるいは免振装置などと様々に称する。

## 開発の歴史
1972年、アメリカの撮影監督でありカメラ技術者であるギャレット・ブラウンによって開発され、当初は「ブラウン・スタビライザー（Brown Stabilizer）」と称されていたが、その権利を1974年にシネマ・プロダクツへ売却し、そこで改めてステディカムと命名された。シネマ・プロダクツ社は2000年に倒産したがステディカムの製造技術と各種権利、そして一部スタッフは同年アメリカ映画フィルター製造大手ティッフェン社に引き継がれ、同時にステディカムはティッフェン社によって商標登録が行われた。
開発者のギャレット・ブラウンはステディカム開発の功績により、1978年度のアカデミー科学技術賞を受賞したほか、2005年には長年の技術的貢献によりアカデミー賞も受賞している。ギャレット・ブラウンは現在もステディカム製造元ティッフェン社と協力関係にあり、ステディカムの小型ハンディータイプのマーリン（2005年発売）、幅広いブームが可能な特殊モデル・タンゴ（2010年発売）などの開発に携わっている。
また2017年には開発者のギャレット・ブラウンとスティーブ・ワグナーによって開発された「Steadicam Volt（ボルト）」が登場した。電子制御を持たなかったステディカムに、初めて電子制御装置を組み入れたシステムで、開発者のギャレットは「40年前に誕生したステディカムの歴史において最も重要な進歩だ」と述べている。スレッド・ステージに取り付けた電子水平水準器と、２軸の制御モーターを組み込こんだジンバルを連動させ、フレームの水平維持をアシストするのが主な機能となっている。

## 映画・テレビドラマでの効果
ハル・アシュビー監督の映画『ウディ・ガスリー/わが心のふるさと』（1976年）で初めて使用され、『マラソンマン』（1976年）、ジョン・G・アヴィルドセン監督の映画『ロッキー』（1976年）でフィラデルフィア美術館の階段を駆け上がるシーン（ロッキー・ステップ）や、スタンリー・キューブリック監督の『シャイニング』（1980年）でホテルの廊下や雪上の迷路を移動するシーン、リチャード・マーカンド監督の映画『スター・ウォーズ エピソード6/ジェダイの帰還』（1983年）で惑星エンドアの森をスピードバイクが疾走するシーンなどで効果的に使用され、その技術と映像効果が広く知られることとなった。
テレビドラマではアメリカNBCの『ザ・ホワイトハウス』シリーズ（1996年-2006年）の全編において大統領官邸内のキャスト歩行シーンの撮影に使われたほか、同じくNBCの『ER緊急救命室』シリーズ（1994年-2009年）では重体患者が救急車から病院内に搬送されてくるシーン、執刀医の周囲をカメラが回って手術風景を見せるシーンなどに多用された。
日本ではNHKの『世界ふれあい街歩き』（2005年-）の海外市街地の歩行撮影に用いられている。またフジテレビの『京都・町歩き』が京都の観光地の撮影に主にステディカムを使用している映像作品である。
毎日放送「ちちんぷいぷい」にて貴船神社の納涼床からの中継放送でステディカムが用いられた際、カメラマンは不意の転倒に備えて両肘・膝にスポーツ用プロテクターを装備して装置を保護していた。

### 主な実績

#### 洋画
- ブレードランナー(1983年 リドリー・スコット監督)
- フルメタル・ジャケット(1987年 スタンリー・キューブリック監督)
- グッドフェローズ(1990年 マーティン・スコセッシ監督)
- カリートの道(1993年 ブライアン・デ・パルマ監督)
- パルプ・フィクション(1994年 クエンティン・タランティーノ監督)
- ブギーナイツ(1997年 ポール・トーマス・アンダーソン監督)
- マトリックス(1999年 ウォシャウスキー姉妹監督)
- アイズ ワイド シャット(1999年 スタンリー・キューブリック監督)
- アメリカン・ビューティー(1999年 サム・メンデス監督)
- プライドと偏見(2005年 ジョー・ライト監督)
- バードマン あるいは（無知がもたらす予期せぬ奇跡）(2014年 アレハンドロ・ゴンサレス・イニャリトゥ監督)
- ハードコア(2015年 イリヤ・ナイシュラー監督)
- 移動都市/モータル・エンジン(2018年 クリスチャン・リヴァース監督)

#### 邦画
| タイトル                                                           | 製作年 | 監督         | 配給               | 備考                                 |
| ------------------------------------------------------------------ | ------ | ------------ | ------------------ | ------------------------------------ |
| カノジョは嘘を愛しすぎてる                                         | 2013年 | 小泉徳宏     | フジテレビムービー | フジテレビ開局55周年記念作品         |
| 寄生獣                                                             | 2014年 | 山崎貴       | 日テレ×MOVIE       |                                      |
| ジョーカー・ゲーム                                                 | 2015年 | 入江悠       | 日テレ×MOVIE       |                                      |
| イニシエーション・ラブ                                             | 2015年 | 堤幸彦       | 日テレ×MOVIE       |                                      |
| 予告犯                                                             | 2015年 | 中村義洋     | TBS PICTURES       | TBSテレビ放送60周年記念作品          |
| 高台家の人々                                                       | 2016年 | 土方政人     | フジテレビムービー | 集英社創業90周年記念作品             |
| 帝一の國                                                           | 2017年 | 永井聡       | フジテレビムービー |                                      |
| 累                                                                 | 2018年 | 佐藤祐市     | フジテレビムービー | フジテレビ開局60周年記念作品         |
| ニセコイ                                                           | 2018年 | 河合勇人     | TBS PICTURES       | 週刊少年ジャンプ創刊50周年記念作品   |
| マスカレード・ホテル                                               | 2019年 | 鈴木雅之     | フジテレビムービー | フジテレビ開局60周年記念作品         |
| キングダム                                                         | 2019年 | 佐藤信介     | 日テレ×MOVIE       |                                      |
| アルキメデスの大戦                                                 | 2019年 | 山崎貴       | 日テレ×MOVIE       | 講談社創業110周年記念作品            |
| 騎士竜戦隊リュウソウジャー THE MOVIE タイムスリップ!恐竜パニック!! | 2019年 | 上堀内佳寿也 | tv asahi movie     | tv asahi開局60周年記念作品           |
| かぐや様は告らせたい〜天才たちの恋愛頭脳戦〜                       | 2019年 | 河合勇人     | TBS PICTURES       | 週刊ヤングジャンプ創刊40周年記念作品 |
| 約束のネバーランド                                                 | 2020年 | 平川雄一朗   | フジテレビムービー | 集英社創業95周年記念作品             |

#### 国内テレビドラマ
- スーパー戦隊シリーズ
  - 快盗戦隊ルパンレンジャーVS警察戦隊パトレンジャー(tv asahi創立60周年記念作品 2018年-2019年)
  - 騎士竜戦隊リュウソウジャー(tv asahi開局60周年記念作品 2019年-2020年)
  - 魔進戦隊キラメイジャー(2020年-)
- 仮面ライダーシリーズ
  - 仮面ライダージオウ(石ノ森章太郎生誕80周年記念作品 tv asahi創立60周年記念作品 2018年-2019年)
  - 仮面ライダーゼロワン(tv asahi開局60周年記念作品 2019年-2020年)
- 仮面ライダーセイバー(2020年)
- ウルトラシリーズ
  - ウルトラマンR/B(TV TOKYO開局55周年記念作品 2018年)
  - ウルトラマンタイガ(TV TOKYO開局55周年記念作品 2019年)
- ウルトラマンZ(2020年)
- ガールズ×戦士シリーズ
  - ひみつ×戦士 ファントミラージュ!(TV TOKYO開局55周年記念作品 2019年)
  - ポリス×戦士 ラブパトリーナ!(2020年)

## 現在
ステディカムは映画撮影用カメラを載せるための大型ステディカム「ウルトラ2」（20kg程度の大きなカメラを支えられる）から、業務用ハンディカメラ用の中型ステディカム「パイロット」、2kg程度までの小型ビデオカメラまたは一眼レフカメラでの使用を想定した小型ステディカム「マーリン」、 さらにはアップル社の携帯電話「iPhone 3GS」および「iPhone 4」で動画を録るためのハンディタイプのステディカム「スムージー」も登場し、その利用者の裾野を広げている。
2024年現在ではステディカムは上記のモデルからステージ・ジンバル・ポスト・電源ユニット等のパーツがモジュール化され、現在の最上位機種「M1」と「M2」のユニットが存在する。
またステディカムブランドとは別のスタビライザーシステムも数多く発表されている。ARRIが2015年に発表したTRINITYは、従来の機械的なスタビライザーシステムに、電子制御できるステージを組み合わせたハイブリット・スタビライザーとなっている。この機構によって、従来のスタビライザーシステムでは苦手とされた、ローアングルからハイアングルのショットをシームレスに作ることができるようになった。